# Pala Montini
La Pala Montini è un dipinto a olio su tavola di Cima da Conegliano, databile al 1506-1507 circa e conservato presso la Galleria nazionale di Parma ma dipinta originariamente per il Duomo di Parma.

## Storia
L'opera viene commissionata a Cima di Conegliano da Bartolomeo Montini, canonico del Capitolo della Cattedrale e membro di un'influente famiglia locale. Nel 1505 Montini aveva ottenuto i diritti su una cappella nella Cattedrale nella quale decise di porre il proprio monumento funebre, commissionato a Gian Francesco d'Agrate, e questa pala, destinata all'altare.

## Descrizione
L'impaginazione dell'opera è assolutamente "classica", e riprende lo schema di pale coeve di Giovanni Bellini, come la Pala di San Giobbe.
Maria, seduta su un trono con alto basamento marmoreo, si volta verso i santi Cosma e Damiano, affiancati a san Giovanni Battista; a destra il Bambino rivolge una benedizione verso le sante Apollonia e Caterina d'Alessandria e san Giovanni Evangelista. In basso al centro si trova un angelo musicante che riprende la cultura belliniana. Alla base del trono appare un cartiglio con la scritta "IOANNIS BAPTISTA CONILIANENSIS OPUS".
Da sottolineare è il tentativo di profondità che Cima ha voluto realizzare con il finto mosaico e la posizione dei santi a semicerchio. Roberto Longhi sottolineò nel 1946 la grande perizia con la quale venne realizzata l'ombra disegnata dal Bambino sul volto della prima santa a sinistra.